# EHF Challenge Cup 2018-2019 (pallamano maschile)
L'EHF Challenge Cup 2018-2019 è la 22ª edizione della EHF Cup, la terza coppa per club più importante d'Europa ed è organizzata dall'European Handball Federation (EHF).

## Squadre partecipanti
| Round 3                 | Round 3                  | Round 3               | Round 3                 |
| ----------------------- | ------------------------ | --------------------- | ----------------------- |
| HC Visé BM              | HC Vogošća Poljine Hills | HC Dobrudja           | HC Dukla Praha          |
| A.E.K. Athens           | SGS Ramhat Hashron HC    | HC Berchem            | KRAS Volendam           |
| AM Madeira Andebol SAD  | Bodø HK                  | CSM Bucarest          | HC Neva SPb             |
| MŠK Považská Bystrica   | RK Partizan              | Donbass               | Göztepe SK              |
| Round 2                 |                          |                       |                         |
| Bregenz Handball        | HC Baki                  | RK Borac m:tel        | Estudiantes EHC Tournai |
| Masheka Mogilev         | Parnassos Strovolou      | HC Tallinn            | HC Dicken               |
| KHF Prishtina           | MRK Jedinstvo            | HC Olimpus-85 USEFS   | Livingston HC           |
| Pallamano Pressano      | VHC Šviesa Vilnius       | IMEDI Telavi          | Celtnieks Rīga          |
| AC Diomidis Argous      | ØIF Arendal              | HB Dudelange          | JD Techniek Hurry-Up    |
| Dinamo Viktor Stavropol | Selka Eskişehir HSK      | Holon Handball Club   | London GD HC            |
| KH Kastrioti            | Colos SS4 Ciobruciu      | Granitas Karys Kaunas | Aeropos Edessa          |
| PGU Tiraspol            | Olympia HC               | HC Kauno Azuolas-KTU  | HC ZNTU-ZAB Zaporozhye  |

## Round 2
Il torneo si svolge ad eliminazione diretta. Si parte dai 32esimi di finale o Round 2, dove partecipano 32 squadre.
Le squadre sorteggiate per prime disputano gli incontri di andata in casa. Alcune squadre accettano di giocare sia l'andata che il ritorno nella stessa sede.
L'andata si è giocata tra il 6 e il 7 di ottobre, mentre il ritorno tra il 13 e il 14 di ottobre.
| Squadra 1               | Totale   | Squadra 2               | Andata | Ritorno |
| ----------------------- | -------- | ----------------------- | ------ | ------- |
| London GD HC            | 46–42 1  | Livingston HC           | 23–19  | 23–23   |
| HC Baki                 | 43–69 2  | RK Borac m:tel          | 19–36  | 24–33   |
| Aeropos Edessa          | 41–58 3  | Masheka Mogilev         | 20–24  | 21–34   |
| MRK Jedinstvo           | 46–73 4  | HC Kauno Azuolas-KTU    | 22–37  | 24–36   |
| Celtnieks Rīga          | 58–60 5  | Holon Handball Club     | 33–31  | 25–29   |
| Estudiantes EHC Tournai | 56–57 6  | Parnassos Strovolou     | 31–29  | 25–28   |
| Selka Eskişehir HSK     | 63–69    | ØIF Arendal             | 34–28  | 29–41   |
| HB Dudelange            | 73–38 7  | IMEDI Telavi            | 32–25  | 41–13   |
| HC Dicken               | 66–46 8  | PGU Tiraspol            | 37–26  | 29–20   |
| Granitas Karys Kaunas   | 48–56    | VHC Šviesa Vilnius      | 22–24  | 26–32   |
| Colos SS4 Ciobruciu     | 34–114 9 | Bregenz Handball        | 20–54  | 14–60   |
| AC Diomidis Argous      | 47–70 10 | Dinamo Viktor Stavropol | 19–38  | 28–32   |
| HC Olimpus-85 USEFS     | 37–72 11 | JD Techniek Hurry-Up    | 16–30  | 21–42   |
| Olympia HC              | 39–77 12 | Pallamano Pressano      | 16–40  | 23–37   |
| HC ZNTU-ZAB Zaporozhye  | 68–44 13 | KHF Prishtina           | 32–19  | 36–25   |
| HC Tallinn              | 47–51 14 | KH Kastrioti            | 22–25  | 25–26   |

Note

## Round 3
Le squadre sorteggiate per prime disputano gli incontri di andata in casa. Alcune squadre accettano di giocare sia l'andata che il ritorno nella stessa sede.
L'andata si è giocata tra il 17 e il 18 di novembre, mentre il ritorno tra il 24 e il 25 di novembre.
| Squadra 1                | Totale | Squadra 2               | Andata | Ritorno |
| ------------------------ | ------ | ----------------------- | ------ | ------- |
| RK Partizan              | 58–60  | HC Dicken               | 33–28  | 25–32   |
| HC Vogošća Poljine Hills | 40–53  | RK Borac m:tel          | 22–23  | 18–30   |
| KRAS Volendam            | 56–60  | Dinamo Viktor Stavropol | 32–32  | 24–28   |
| HC Neva SPb              | 55–28  | HB Dudelange            | 31–12  | 24–16   |
| A.E.K. Athens            | 49–43  | Bregenz Handball        | 29–25  | 20–18   |
| Pallamano Pressano       | 47–57  | MŠK Považská Bystrica   | 24–28  | 23–29   |
| Holon Handball Club      | 57–65  | HC Berchem              | 28–33  | 29–32   |
| Masheka Mogilev          | 81–48  | HC Dobrudja             | 34–25  | 47–23   |
| HC Dukla Praha           | 55–48  | HC Kauno Azuolas-KTU    | 27–20  | 28–28   |
| Donbass                  | 73–37  | London GD HC            | 40–22  | 33–15   |
| HC Visé BM               | 71–47  | KH Kastrioti            | 33–21  | 38–26   |
| HC ZNTU-ZAB Zaporozhye   | 57–60  | SGS Ramhat Hashron HC   | 32–27  | 25–33   |
| VHC Šviesa Vilnius       | 58–49  | Bodø HK                 | 35–23  | 23–26   |
| JD Techniek/Hurry-Up     | 49–69  | AM Madeira Andebol SAD  | 21–37  | 28–32   |
| Parnassos Strovolou      | 38–69  | CSM Bucarest            | 24–32  | 14–47   |
| ØIF Arendal              | 68–53  | Göztepe SK              | 40–25  | 28–28   |

## Ottavi di finale
Il sorteggio per gli ottavi si è tenuto martedì 27 novembre. Le gare di andata sono state giocate il 9 e il 10 febbraio, mentre il ritorno il 16 e 17 febbraio 2019.
| Squadra 1             | Totale | Squadra 2               | Andata | Ritorno |
| --------------------- | ------ | ----------------------- | ------ | ------- |
| VHC Šviesa Vilnius    | 38–52  | RK Borac m:tel          | 16–29  | 22–23   |
| HC Berchem            | 50–56  | HC Dicken               | 24–28  | 26–28   |
| MŠK Považská Bystrica | 45–56  | HC Neva SPb             | 21–31  | 24–25   |
| Masheka Mogilev       | 65–68  | HC Visé BM              | 31–32  | 34–36   |
| ØIF Arendal           | 49–52  | Dinamo Viktor Stavropol | 27–21  | 22–31   |
| HC Dukla Praha        | 48–58  | CSM Bucarest            | 23–28  | 25–30   |
| Donbass               | 47–60  | AM Madeira Andebol SAD  | 22–32  | 25–28   |
| SGS Ramhat Hashron HC | 53–69  | A.E.K. Athens           | 28–34  | 25–35   |

## Quarti di finale
Il sorteggio per i quarti di finale e le semifinali è in programma il 19 febbraio 2019 nella sede dell'EHF a Vienna.
Le gare di andata si giocheranno i 23 e 24 marzo ed il ritorno il 30 e 31 marzo.
| Squadra 1               | Totale | Squadra 2      | Andata | Ritorno |
| ----------------------- | ------ | -------------- | ------ | ------- |
| Dinamo Viktor Stavropol | 49–51  | A.E.K. Athens  | 25–21  | 24–30   |
| AM Madeira Andebol SAD  | 54–53  | HC Dicken      | 28–27  | 26–26   |
| HC Visé BM              | 45–74  | HC Neva SPb    | 26–33  | 19–41   |
| CSM Bucarest            | 54–42  | RK Borac m:tel | 25–19  | 29–23   |

## Semifinali
Le gare di andata si giocheranno i 20 e 21 aprile ed il ritorno il 27 e 28 aprile.
| Squadra 1              | Totale | Squadra 2     | Andata | Ritorno |
| ---------------------- | ------ | ------------- | ------ | ------- |
| HC Neva SPb            | 44–51  | CSM Bucarest  | 24–26  | 20–25   |
| AM Madeira Andebol SAD | 57–44  | A.E.K. Athens | 27–22  | 30–22   |

## Finale
La finale si giocherà tra andata e ritorno il 12 e 19 maggio 2019.
| Squadra 1              | Totale | Squadra 2    | Andata | Ritorno |
| ---------------------- | ------ | ------------ | ------ | ------- |
| AM Madeira Andebol SAD | 42–48  | CSM Bucarest | 22–22  | 20–26   |